# Onkalo
「Onkalo」（オンカロ）は、日本の歌手、島みやえい子のシングル。2012年6月21日に発売された。

## 概要
- 前作「Paranoia」以来、約3年ぶりとなるシングルリリース。また、I've独立後初となるシングル。
- 2012年6月9日に東京・高田馬場にて開催されたワンマンライブ『Real OoPARTS 2012 EIKO SHIMAMIYA』の会場で先行発売された[1]。同年6月21日、エアメールで世界にCD船便サービス「POSCA」を採用して世界同時発売した[2]。

## 楽曲解説
Onkalo
2011年の東日本大震災と原発事故を受けて作られた曲である。「Onkalo」というのは、フィンランドのオルキルオトに存在する高レベル放射性廃棄物最終処分のための地下岩盤特性調査施設のこと。本人は「私は『Onkalo』に切ないほどの願いを託しています。どうか深い穴の中で静かに静かに眠っていてくださいと祈るような気持ちで書きました」「2011年の震災で、きっと私たちは多くの見えなかったものに気づかされた気がします。絆だったり、信頼だったり、いのちの重さだったり。あの楽しかった（笑）バブルは、文字通り泡となって消えたのです。さぁ後片付けをどうしましょう？中には、「あの夢よもう一度」と、もっと地球の奥をほじくりかえしてお金に変えようとしている人もいます。私は今、密かにいろんな準備をしています。たとえば、1日1食でも平気なからだを作るとか、電気が使えなくなった時でもちゃんと歌える人であろうとか、自分を大きく見せたり、小さく卑下したりしないであるがままでいるとか。「Onkalo」は私の願いを込めた1曲です」と語っている。
Unison
この曲は、本作が発売される20年前に録音されたものである。本人曰く「アレンジも当時のまま。歌声も当時のまま。小樽の素敵なホールで録音した記憶があります」とのこと。

## 収録内容
| 全作詞・作曲: 島みやえい子。 |                          |              |              |      |
| #                            | タイトル                 | 作詞         | 作曲・編曲   | 時間 |
| 1.                           | 「Onkalo」               | 島みやえい子 | 島みやえい子 | 4:52 |
| 2.                           | 「Unison」               | 島みやえい子 | 島みやえい子 | 4:18 |
| 3.                           | 「Onkalo」(Instrumental) | 島みやえい子 | 島みやえい子 | 4:50 |
| 合計時間:                    | 合計時間:                | 14:00        |              |      |